# Cantone di Bugey savoyard
Il Cantone di Bugey savoyard è una divisione amministrativa dell'Arrondissement di Chambéry.
È stato istituito a seguito della riforma dei cantoni del 2014, che è entrata in vigore con le elezioni dipartimentali del 2015.

## Composizione
Comprende i comuni di:
- Avressieux
- La Balme
- Billième
- Champagneux
- Chanaz
- La Chapelle-Saint-Martin
- Chindrieux
- Conjux
- Gerbaix
- Gresin
- Jongieux
- Loisieux
- Lucey
- Marcieux
- Meyrieux-Trouet
- Motz
- Novalaise
- Ontex
- Rochefort
- Ruffieux
- Saint-Genix-sur-Guiers
- Saint-Jean-de-Chevelu
- Saint-Maurice-de-Rotherens
- Saint-Paul
- Saint-Pierre-d'Alvey
- Saint-Pierre-de-Curtille
- Sainte-Marie-d'Alvey
- Serrières-en-Chautagne
- Traize
- Verthemex
- Vions
- Yenne